# عشاق كالورد (مسلسل)
عشاق كالورد (بالكورية: 장미빛 연인들 - جانغميبِت يونيندُل) هو مسلسل كوري جنوبي ابتدأ عرضه في 2014، وهو من بطولة كل من إي جانغ وو وهان سون هوا. عرض المسلسل على قناة إم بي سي كوريا يومي السبت والأحد الساعة 8:40 ابتداء من 18 أكتوبر 2014.

## القصة
«بايك جانغ مي» هي طالبة في السنة الثانية في كلية التصميم من أسرة غنية، حيث كبرت بدون أن تواجه أية مشاكل في حياتها. أراد والداها أن يزوجوها إلى رجل يختارونه هما لكنها ترفض وتبدأ بمواعدة «باك تشا دول» أحد طلاب الهندسة. تشا دول تربى على يد امرأة وحيدة ويتوق للتخرج وأن يبدأ حياته العملية ليعتني بوالدته، ولكن حين أصبحت جانغ مي حاملاً لطفلهما فإنها يغيران خططهما المستقبلية ويعتنون بالطفلة وهما ما زالا في الكلية. خلال حياتهم يكبر الثنائي ويتعلمون المعنى الحقيقي للحب.

## وصلات خارجية
- «عشاق كالورد» في إم بي سي غلوبال ميديا.
- «عشاق كالورد» في هان سينما.